# Эней (Еврипид)
«Эней» или «Ойней» (др.-греч. Οἰνεύς) — трагедия древнегреческого драматурга Еврипида (V век до н. э.) на сюжет, связанный с этолийскими мифами. Её текст утрачен за исключением нескольких небольших отрывков.
Главный герой пьесы — мифологический персонаж Эней, царь Калидона в Этолии. Племянники, сыновья Агрия, свергли его и отправили в темницу, но внук царя Диомед освободил Энея и увёз в Пелопоннес. Там Эней был убит племянниками.
Перу Софокла тоже принадлежала пьеса «Эней» (её текст утрачен), но это была сатировская драма, предположительно рассказывавшая о сватовстве Геракла к дочери заглавного героя Деянире. «Энея» Еврипида пародирует Аристофан в комедии «Ахарняне» (425 год до н. э.).